# Bjørn Paulsen
Bjørn Paulsen (født 2. juli 1991, i Augustenborg) er en dansk fodboldspiller, der spiller for den danske Superliga klub Odense Boldklub.
Paulsen fik sin fodboldopdragelse i klubberne EUI, Midtals IF og FC Sønderborg inden han 1. Januar 2007 skiftede til SønderjyskEs ungdomsafdeling.
Da Bjørn Paulsen blev hevet op som en del af SønderjyskEs superligatrup i 2009, var hans foretrukne position i angrebet. Efter et par sæsoner som reserveangriber, begyndte Lars Søndergaard at benytte Paulsen i midterforsvaret, da holdet led under en masse skader. I de seneste sæsonener er han blevet kastet rundt på forskellige positioner; blandt andet som back, kant og central midtbanespiller. Grundet Paulsens store fleksibilitet og evne til at løse opgaver på forskellige positioner på banen, er han blevet kendt for at kunne agere som "altmuligmand".
I 2015/16 sæsonen af ALKA-Superligaen åbnede han sæsonen på den centrale midtbane under den nye SønderjyskE træner, Jacob Michelsen, der inden sæsonen afløste Lars Søndergaard som cheftræner for SønderjyskE. En træner Paulsen kun nåede arbejde under i 7 superligakampe, da han d. 31. august, kort før transfervinduets lukning, skiftede til Esbjerg fB på en 4-årig kontrakt. En handel der rygtedes, at indbringe SønderjyskE i omegnen af 4 millioner kroner.

## Karriere

### SønderjyskE
Bjørn Paulsen fik sin debut for SønderjyskEs førstehold i sæsonen 2009/10, da han d. 25. april 2010 på Farum Park mod FC Nordsjælland blev skiftet ind efter 83 minutter i stedet for Jesper Kjærulff af den daværende træner Michael Hemmingsen. Kampen endte 3-1 til FCN og dette var den eneste optræden Paulsen nåede i sæsonen.

#### 2010/11
I 2010/11 sæsonen spillede Paulsen i alt 21 kampe, hvoraf han kun startede på banen i én enkelt af kampene. Paulsens første superligastart nogensinde var d. 14. august 2010 hjemme på Haderslev Fodboldstadion mod OB. Han spillede 67 minutter inden han blev udskiftet. I den efterfølgende runde mod AC Horsens noterede Paulsen sig for sin første målgivendeaflevering i superliga-regi. SønderjyskE vandt kampen 2-0 på mål af Johnny Thomsen og Quincy Antipas.

#### 2011/12
I sæsonen 2011/12 nåede Paulsen 19 kampe i landets bedste række. Forud for denne sæson havde Sønderjyske sagt farvel til Michael Hemmingsen, der var taget til Randers FC og i stedet sagt goddag til klubbens nye cheftræner: Lars Søndergaard.
Ud af de 19 kampe som Paulsen spillede, startede han inde i 3. Han formåede dog at udvikle sin produktivitet endnu mere, da han tegnede sig for 3 målgivende afleveringer i løbet af sæsonen, samt sit første Superligamål. Målet faldt mod Aab i 33. spillerunde hjemme på Haderslev Fodboldstadion. Paulsen blev sat på banen efter 58. minutter i stedet for Henrik Bødker og i det 75. minut, med en scoring til 4-0, åbnede Paulsen sin målkonto i Superligaen. Kampen endte 5-0 til SønderjyskE.

#### 2012/13
I sæsonen 2012/13 begyndte Paulsen så småt at bide sig fast som en del af SønderjyskEs startopstilling og spillede i alt 31 kampe, hvoraf han startede inde i de 19 af dem.

#### 2015/16
Paulsen åbnede sæsonen 2015/16 som SønderjyskE-spiller, men nåede kun 7 kampe for de lyseblå inden han d. 31. August 2015 skiftede til Esbjerg fB.

### Esbjerg fB

#### 2015/16
Den 31. August 2015 skiftede Bjørn Paulsen til Esbjerg fB på en 4 årig kontrakt for i omegnen af 4 millioner kroner. I Esbjerg har Paulsen fået tildelt rygnummer 5, der også indikerer klubbens syn på ham, nemlig midtstopper.
Paulsen fik d. 14. september 2015 sin debut for Esbjerg fB hjemme på Blue Water Arena mod Odense Boldklub. Esbjerg vandt 4-2 i en kamp, hvor 5 af de 6 mål, der blev scoret, faldt i første halvleg. Paulsen spillede hele kampen i midterforsvaret og spillede blandt andet en små-uheldig rolle da OB's Kenneth Zohore reducerede til 4-1.
Rollen som alt-muligt-mand forsatte dog i EfB, da den nye træner Jonas Dal, der tog over efter efter den vikarierende Michael Mex Pedersen mente, at der kunne gøres nytte af Paulsens alsidighed. Han spillede derfor op til flere forskellige positioner i sæsonen, herunder; midterforsvar, central midtbane og kant.
I 19. spillerunde, d. 28. februar 2016, scorede Bjørn Paulsen sit første mål for EfB, da han scorede til 1-1 i Parken mod F.C. København. EfB tabte dog kampen 2-1.
I 23. spillerunde, d. 4. april 2016, formåede Bjørn Paulsen at lave et vaskeægte klassemål, i det han med hælen får dirigeret et Casper Nielsen indlæg forbi Peter Friis Jensen i Viborg-målet. Han fordoblede altså hermed sin mål-total.
Da EfB i 29. spillerunde besøgte AGF på Ceres Park endte det med et 5-1 nederlag til Esbjergenserne. Bjørn Paulsen stod dog for EfB's enlige scoring, og nåede dermed op på en sæson total på 3 scoringer. Han spillede i alt 25 kampe for Esbjerg i sin første sæson.
Selvom Paulsen ikke udelukkende spillede midterforsvar, blev hans sæson dog i den blev påvirket af trænerskiftet i EfB. Da Niels Frederiksen blev erstattet af Jonas Dal, betød det at Bjørn Paulsen igen blev kastet lidt rundt på forskellige positioner grundet hans store alsidighed.

#### 2016/17
Sæsonen 2016/17 startede miserabelt for EfB, der efter 3 kampe stod tilbage med 3 nederlag.

### Hammarby IF
Den 17. januar 2017 blev det offentliggjort, at Bjørn Paulsen skiftede til svenske Hammarby IF, hvor han skrev under på en treårig aftale.

### FC Ingolstadt 04
Den 7. januar 2019 blev det offentliggjort, at Bjørn Paulsen skiftede til tyske FC Ingolstadt 04.